# Friedlieb Ferdinand Runge
Friedlieb (ali Friedlob, včasih tudi napačno Friedrich) Ferdinand Runge je bil nemški kemik, * 8. februar 1794 (ali 1795), Hamburg-Billwerder, Nemčija, † 25. marec 1867, Oranienburg, Nemčija.

## Življenjepis
Runge je že v mladosti opravljal kemijske poskuse in odkrival  narkotične učinke ekstrakta volčje češnje. Leta 1819 je svoja odkritja predstavil Goetheju, ki ga je spodbudil, naj začne preučevati tudi kavo. Nekaj mesecev kasneje je Runge odkril kofein.
Kemijo je študiral v Jeni in Berlinu, kjer je leta 1822 doktoriral.  Po triletni turneji po Evropi je začel predavati kemijo na Univerzi v Breslauu (sedanjem Wrocławu), kjer je ostal do leta 1831. Zatem je upravljal kemično tovarno v  Breslauu in bil leta 1852 zaradi spora z upravo odpuščen.  Umrl je v revščini petnajst let pozneje. Do smrti se je preživljal s pisanjem člankov za časopise in revije. 

## Znanstveno delo
V svojem raziskovalnem delu se je ukvarjal s kemijo purina, odkril  kofein in anilinsko modro, prvo barvilo, ki so ga razvili iz premogovega katrana. Raziskoval je tudi drughe snovi iz premogovega katrana, papirno kromatografijo,  pirolin, kinolin, fenol, timol in atropin.